# Heliconius krugeri
Heliconius krugeri är en fjärilsart som beskrevs av Heinrich Neustetter 1925. Heliconius krugeri ingår i släktet Heliconius och familjen praktfjärilar. Inga underarter finns listade i Catalogue of Life.